# Камена Гориця
Камена Гориця (хорв. Kamena Gorica) — населений пункт у Хорватії, у Вараждинській жупанії у складі міста Новий Мароф.

## Населення
Населення за даними перепису 2011 року становило 232 осіб.
Динаміка чисельності населення поселення:

## Клімат
Середня річна температура становить 9,92 °C, середня максимальна – 23,78 °C, а середня мінімальна – -6,08 °C. Середня річна кількість опадів – 920 мм.
| Клімат поселення                              | Клімат поселення | Клімат поселення | Клімат поселення | Клімат поселення | Клімат поселення | Клімат поселення | Клімат поселення | Клімат поселення | Клімат поселення | Клімат поселення | Клімат поселення | Клімат поселення | Клімат поселення |
| Показник                                      | Січ.             | Лют.             | Бер.             | Квіт.            | Трав.            | Черв.            | Лип.             | Серп.            | Вер.             | Жовт.            | Лист.            | Груд.            |                  |
| Середній максимум, °C                         | 5,62             | 7,48             | 11,70            | 15,85            | 20,71            | 23,78            | 23,42            | 22,90            | 18,94            | 13,86            | 8,29             | 4,27             |                  |
| Середня температура, °C                       | −0,23            | 1,63             | 5,84             | 9,99             | 14,86            | 17,94            | 19,65            | 19,12            | 15,17            | 10,09            | 4,52             | 0,49             |                  |
| Середній мінімум, °C                          | −6,08            | −4,22            | −0,01            | 4,13             | 9,00             | 12,08            | 15,87            | 15,34            | 11,40            | 6,32             | 0,74             | −3,3             |                  |
| Норма опадів, мм                              | 46               | 48               | 61               | 72               | 79               | 106              | 90               | 93               | 87               | 87               | 86               | 65               |                  |
| Середньомісячна швидкість вітру, м/с          | 2.00             | 2.20             | 2.59             | 2.50             | 2.39             | 2.10             | 2.01             | 1.87             | 1.90             | 1.96             | 2.09             | 2.07             |                  |
| Середньомісячна сонячна радіація, кДж/м²·день | 4052             | 6805             | 10539            | 14853            | 18949            | 20740            | 21566            | 18714            | 13916            | 8712             | 4578             | 3263             |                  |
| --------------------------------------------- | ---------------- | ---------------- | ---------------- | ---------------- | ---------------- | ---------------- | ---------------- | ---------------- | ---------------- | ---------------- | ---------------- | ---------------- | ---------------- |
| Джерело:                                      |                  |                  |                  |                  |                  |                  |                  |                  |                  |                  |                  |                  |                  |